# Rubus nemorosus
Rubus nemorosus — вид квіткових рослин із родини трояндових (Rosaceae).

## Біоморфологічна характеристика
Це листопадний кущ, який утворює скупчення колючих, дугоподібних, повзучих, дворічних стебел із дерев'янистого кореневища; може виростати до 100 см у висоту. Стебла дають лише листки на перший рік свого зростання, дають квіти на другий рік, і відмирають після плодоношення.

## Середовище проживання
Зростає у Європі від Ірландії до Польщі.
Населяє живоплоти та чагарники.

## Використання
Плоди вживаються сирими чи приготованими. Медичні застосування невідомі. З плодів отримують барвник від пурпурового до тьмяно-синього.

## Галерея

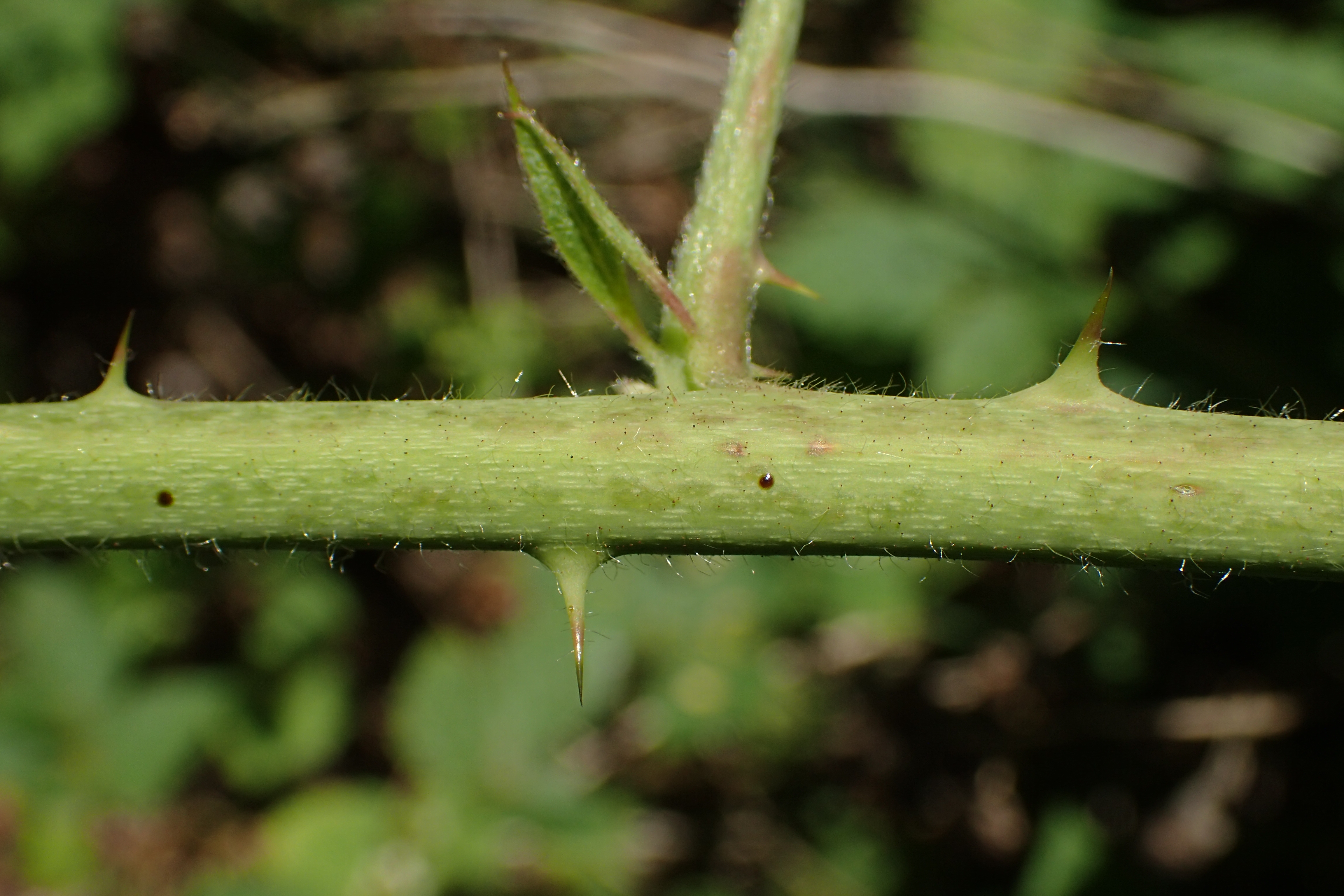
стебло
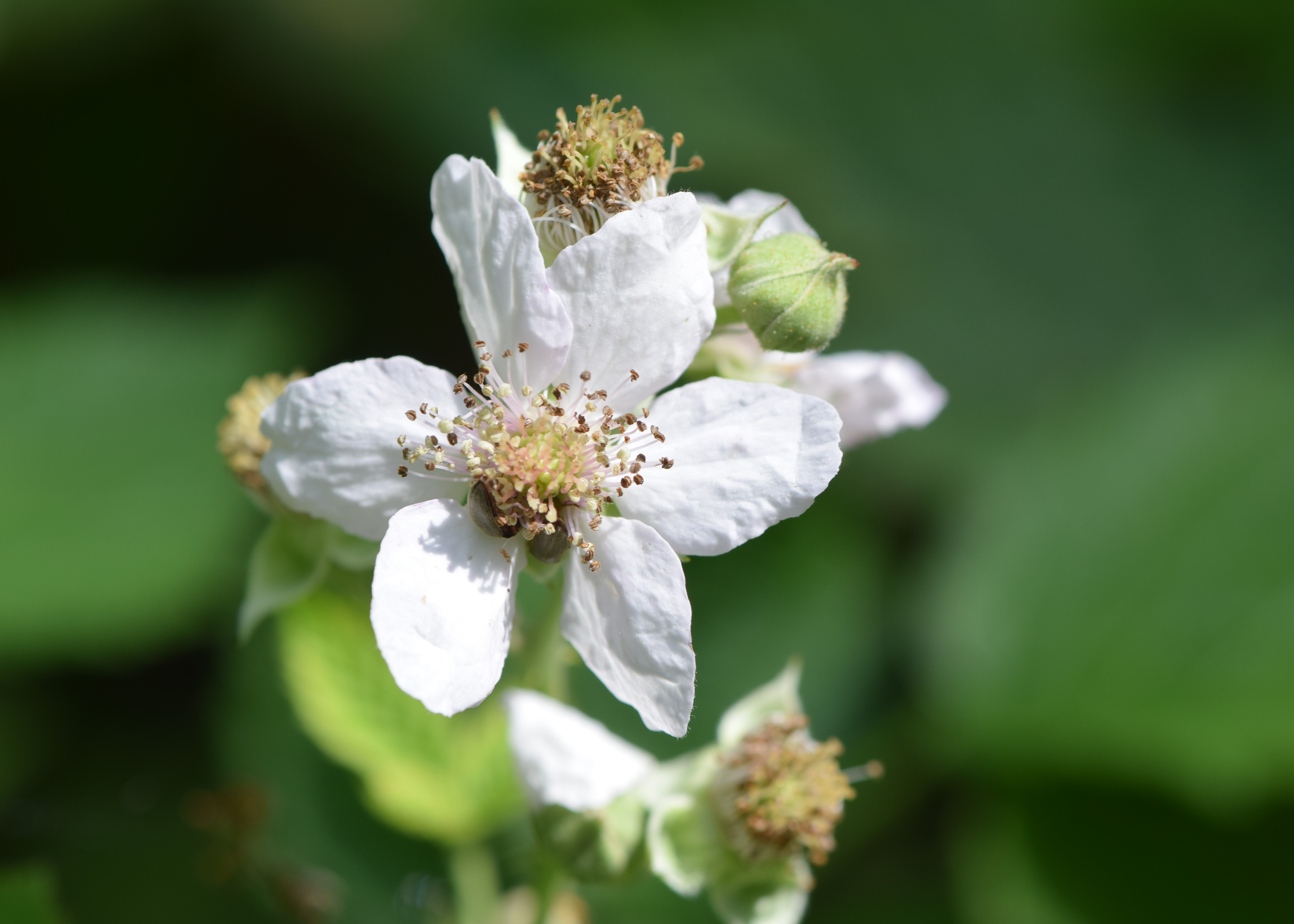
квітка
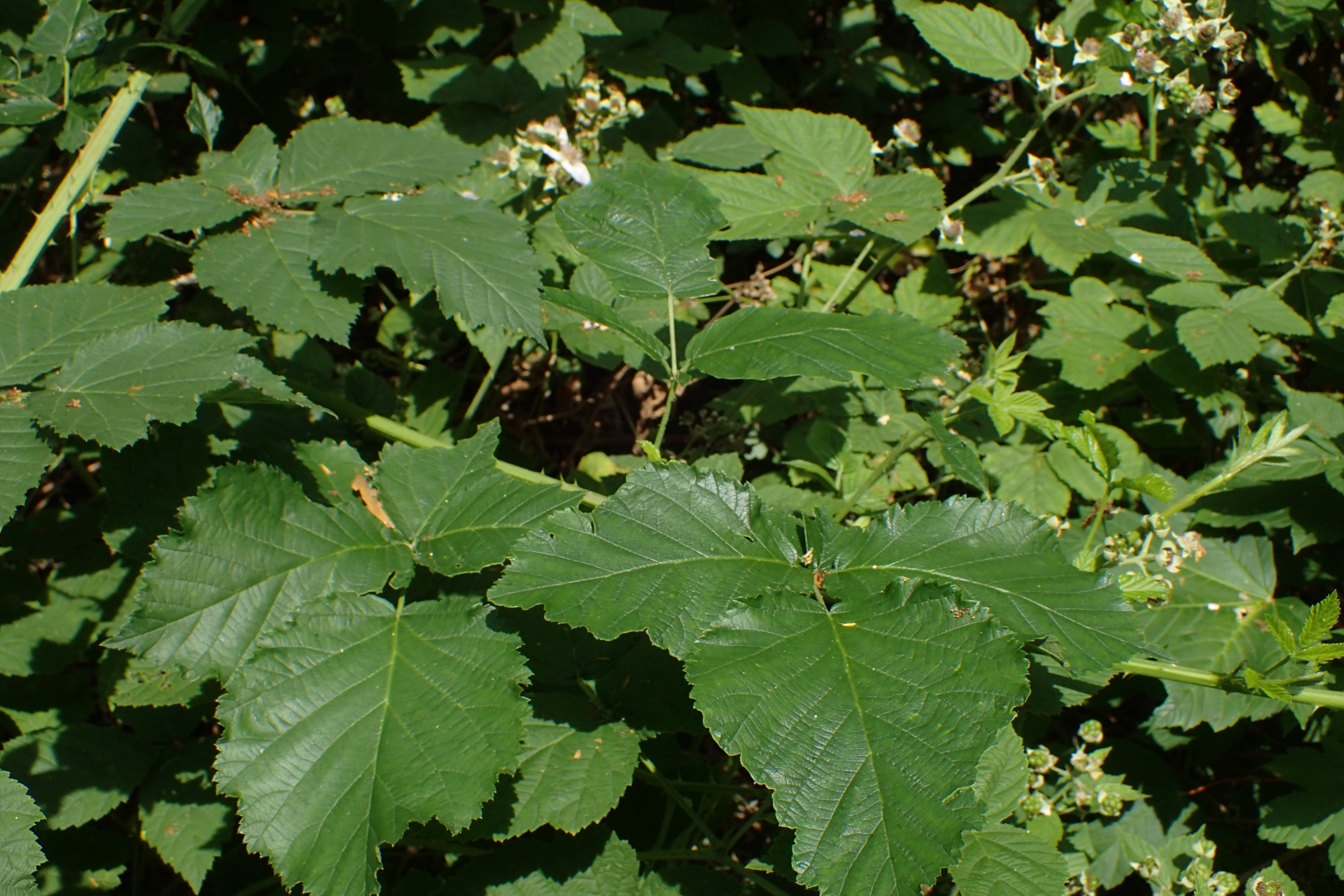
листя
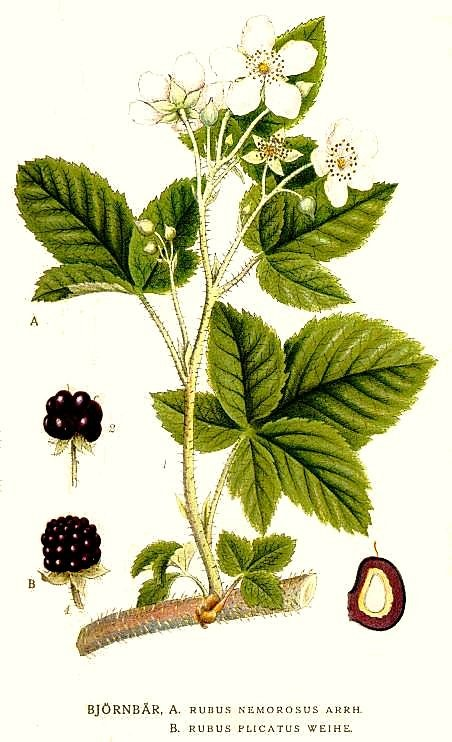
ілюстрація